# Élections locales britanniques de 2017

Carte électorale des sortants :
Violet : pas d'élection.
Noir : pas de majorité.
Bleu : majorité conservatrice.
Rouge : majorité travailliste.
Jaune : majorité SNP.
Gris : majorité d'indépendants.

Les élections locales britanniques de 2017 ont lieu le 4 mai 2017 en Angleterre, en Écosse et au pays de Galles, à peine cinq semaines avant des élections législatives anticipées.

## Résultats

### Angleterre
| Parti | Parti                 | Conseils | Conseils | Sièges | Sièges |
| Parti | Parti                 | Élus     | +/-      | Élus   | +/-    |
| ----- | --------------------- | -------- | -------- | ------ | ------ |
|       | Parti conservateur    | 27       | +10      | 1 439  | +319   |
|       | Parti travailliste    | 2        | -1       | 418    | -142   |
|       | Libéraux-démocrates   | 0        | =        | 312    | -28    |
|       | Indépendant           | 0        | =        | 162    | =      |
|       | Parti vert            | 0        | =        | 20     | =      |
|       | Mebyon Kernow         | 0        | =        | 4      | =      |
|       | UKIP                  | 0        | =        | 1      | -143   |
|       | Autres                | 0        | =        | 13     | -6     |
|       | Conseil sans majorité | 5        | -9       |        |        |
| Total | Total                 | 34       | 34       | 2 369  | 2 369  |

#### Comtés
Dans les 33 des 37 comtés qui possèdent toujours un Conseil de Comté (County Council) et où les élections ont lieu en 2017, la totalité du conseil a été renouvelée au scrutin majoritaire à un tour, uninominal dans la plupart des cas.
| Conseil           | Majorité sortante | Majorité sortante | Nouvelle majorité | Nouvelle majorité |
| ----------------- | ----------------- | ----------------- | ----------------- | ----------------- |
| Buckinghamshire   |                   | Conservateur      |                   | Conservateur      |
| Cambridgeshire    |                   | Sans majorité     |                   | Conservateur      |
| Cornouailles      |                   | Sans majorité     |                   | Sans majorité     |
| Cumbria           |                   | Sans majorité     |                   | Sans majorité     |
| Derbyshire        |                   | Travailliste      |                   | Conservateur      |
| Devon             |                   | Conservateur      |                   | Conservateur      |
| Dorset            |                   | Conservateur      |                   | Conservateur      |
| Durham            |                   | Travailliste      |                   | Travailliste      |
| Essex             |                   | Conservateur      |                   | Conservateur      |
| Gloucestershire   |                   | Sans majorité     |                   | Conservateur      |
| Hampshire         |                   | Conservateur      |                   | Conservateur      |
| Hertfordshire     |                   | Conservateur      |                   | Conservateur      |
| Île de Wight      |                   | Sans majorité     |                   | Conservateur      |
| Kent              |                   | Conservateur      |                   | Conservateur      |
| Lancashire        |                   | Sans majorité     |                   | Conservateur      |
| Leicestershire    |                   | Conservateur      |                   | Conservateur      |
| Lincolnshire      |                   | Sans majorité     |                   | Conservateur      |
| Norfolk           |                   | Sans majorité     |                   | Conservateur      |
| Northumberland    |                   | Sans majorité     |                   | Sans majorité     |
| Northamptonshire  |                   | Conservateur      |                   | Conservateur      |
| Nottinghamshire   |                   | Sans majorité     |                   | Sans majorité     |
| Oxfordshire       |                   | Sans majorité     |                   | Sans majorité     |
| Shropshire        |                   | Conservateur      |                   | Conservateur      |
| Somerset          |                   | Conservateur      |                   | Conservateur      |
| Staffordshire     |                   | Conservateur      |                   | Conservateur      |
| Suffolk           |                   | Sans majorité     |                   | Conservateur      |
| Surrey            |                   | Conservateur      |                   | Conservateur      |
| Sussex de l'Est   |                   | Sans majorité     |                   | Conservateur      |
| Sussex de l'Ouest |                   | Conservateur      |                   | Conservateur      |
| Warwickshire      |                   | Sans majorité     |                   | Conservateur      |
| Wiltshire         |                   | Conservateur      |                   | Conservateur      |
| Worcestershire    |                   | Conservateur      |                   | Conservateur      |
| Yorkshire du Nord |                   | Conservateur      |                   | Conservateur      |

#### Conseil insulaire unique
Dans la seule autorité unitaire sui generis, l'intégralité des conseillers a été renouvelée, mais le nombre de sièges a baissé de 21 à 16.
| Conseil     | Majorité sortante | Majorité sortante | Nouvelle majorité | Nouvelle majorité |
| ----------- | ----------------- | ----------------- | ----------------- | ----------------- |
| Îles Scilly |                   | Indépendant       |                   | Indépendant       |

#### Mairies
Six nouveaux postes de maire régional ont été créés et élus pour la première fois dans des combined ou joint authorities.
| Combined Authority             | Maire ou président intérimaire | Maire ou président intérimaire | Nouveau maire ou président | Nouveau maire ou président    | Lien      |
| ------------------------------ | ------------------------------ | ------------------------------ | -------------------------- | ----------------------------- | --------- |
| Cambridgeshire et Peterborough |                                | Robin Howe (Conservateur)      |                            | James Palmer (Conservateur)   | Résultats |
| Grand Manchester               |                                | Tony Lloyd (Travailliste)      |                            | Andy Burnham (Travailliste)   | Résultats |
| Liverpool City Region          |                                | Joe Anderson (Travailliste)    |                            | Steve Rotheram (Travailliste) | Résultats |
| Tees Valley                    |                                | Sue Jeffrey (Travailliste)     |                            | Ben Houchen (Conservateur)    | Résultats |
| West of England                |                                | Matthew Riddle (Conservateur)  |                            | Tim Bowles (Conservateur)     | Résultats |
| West Midlands                  |                                | Bob Sleigh (Conservateur)      |                            | Andy Street (Conservateur)    | Résultats |

Deux postes de maire déjà existants ont été également renouvelés dans des arrondissements métropolitains selon le scrutin préférentiel à un tour, un système dénommé le vote supplémentaire. À Doncaster, la totalité du conseil a aussi été renouvelée à la fois.
| Mairie           | Maire sortante | Maire sortante | Maire sortante | Résultats | Résultats      | Résultats    | Lien      |
| ---------------- | -------------- | -------------- | -------------- | --------- | -------------- | ------------ | --------- |
| Doncaster        |                | Ros Jones      | Travailliste   |           | Ros Jones      | Travailliste | Résultats |
| Tyneside du Nord |                | Norma Redfearn | Travailliste   |           | Norma Redfearn | Travailliste | Résultats |

### Écosse

Cartes des résultats en Écosse. À gauche, parti en tête par circonscription ; au centre, le parti ayant le plus de sièges ; à droite le parti ayant reçu le plus de votes.

| Parti | Parti                   | Conseils | Conseils | Sièges | Sièges |
| Parti | Parti                   | Élus     | +/-      | Élus   | +/-    |
| ----- | ----------------------- | -------- | -------- | ------ | ------ |
|       | Parti national écossais | 0        | -1       | 431    | -7     |
|       | Parti conservateur      | 0        | =        | 276    | +164   |
|       | Parti travailliste      | 0        | -3       | 262    | -133   |
|       | Indépendant             | 3        | =        | 172    | -26    |
|       | Libéraux-démocrates     | 0        | =        | 67     | -3     |
|       | Parti vert              | 0        | =        | 19     | +5     |
|       | UKIP                    | 0        | =        | 0      | =      |
|       | Autres                  | 0        | =        | 0      | =      |
|       | Conseil sans majorité   | 29       | +4       |        |        |
| Total | Total                   | 32       | 32       | 1 227  | 1 227  |

| Conseil                                   | Majorité sortante | Majorité sortante | Nouvelle majorité | Nouvelle majorité |
| ----------------------------------------- | ----------------- | ----------------- | ----------------- | ----------------- |
| Aberdeen (Ville)                          |                   | Sans majorité     |                   | Sans majorité     |
| Aberdeenshire                             |                   | Sans majorité     |                   | Sans majorité     |
| Angus                                     |                   | Sans majorité     |                   | Sans majorité     |
| Argyll et Bute                            |                   | Indépendant       |                   | Sans majorité     |
| Ayrshire de l'Est                         |                   | Sans majorité     |                   | Sans majorité     |
| Ayrshire du Nord                          |                   | Sans majorité     |                   | Sans majorité     |
| Ayrshire du Sud                           |                   | Sans majorité     |                   | Sans majorité     |
| Clackmannanshire                          |                   | Sans majorité     |                   | Sans majorité     |
| Dumfries et Galloway                      |                   | Sans majorité     |                   | Sans majorité     |
| Dunbartonshire de l'Est                   |                   | Sans majorité     |                   | Sans majorité     |
| Dunbartonshire de l'Ouest                 |                   | Travailliste      |                   | Sans majorité     |
| Dundee (Ville)                            |                   | SNP               |                   | Sans majorité     |
| Édimbourg                                 |                   | Sans majorité     |                   | Sans majorité     |
| Falkirk                                   |                   | Sans majorité     |                   | Sans majorité     |
| Fife                                      |                   | Sans majorité     |                   | Sans majorité     |
| Glasgow (Ville)                           |                   | Travailliste      |                   | Sans majorité     |
| Highland                                  |                   | Indépendant       |                   | Sans majorité     |
| Inverclyde                                |                   | Sans majorité     |                   | Sans majorité     |
| Lanarkshire du Nord                       |                   | Sans majorité     |                   | Sans majorité     |
| Lanarkshire du Sud                        |                   | Travailliste      |                   | Sans majorité     |
| Lothian-Occidental                        |                   | Sans majorité     |                   | Sans majorité     |
| Lothian-Oriental                          |                   | Sans majorité     |                   | Sans majorité     |
| Midlothian                                |                   | Sans majorité     |                   | Sans majorité     |
| Moray                                     |                   | Sans majorité     |                   | Sans majorité     |
| Na h-Eileanan Siar (Hébrides extérieures) |                   | Indépendant       |                   | Indépendant       |
| Orkney                                    |                   | Indépendant       |                   | Indépendant       |
| Perth et Kinross                          |                   | Sans majorité     |                   | Sans majorité     |
| Renfrewshire                              |                   | Travailliste      |                   | Sans majorité     |
| Renfrewshire de l'Est                     |                   | Sans majorité     |                   | Sans majorité     |
| Scottish Borders                          |                   | Sans majorité     |                   | Sans majorité     |
| Shetland                                  |                   | Indépendant       |                   | Indépendant       |
| Stirling                                  |                   | Sans majorité     |                   | Sans majorité     |

### Pays de Galles

Carte des résultats au pays de Galles. À gauche les majorités aux conseils, à droite le parti arrivé en tête par circonscription.

| Parti | Parti                 | Conseils | Conseils | Sièges | Sièges |
| Parti | Parti                 | Élus     | +/-      | Élus   | +/-    |
| ----- | --------------------- | -------- | -------- | ------ | ------ |
|       | Parti travailliste    | 7        | -3       | 472    | -107   |
|       | Indépendant           | 3        | +1       | 322    | +13    |
|       | Plaid Cymru           | 1        | =        | 202    | +33    |
|       | Parti conservateur    | 1        | +1       | 184    | +80    |
|       | Libéraux-démocrates   | 0        | =        | 62     | -11    |
|       | Parti vert            | 0        | =        | 1      | +1     |
|       | UKIP                  | 0        | =        | 0      | -2     |
|       | Autres                | 0        | =        | 6      | -7     |
|       | Conseil sans majorité | 10       | +1       |        |        |
| Total | Total                 | 22       | 22       | 1 249  | 1 249  |

| Conseil           | Majorité sortante | Majorité sortante | Nouvelle majorité | Nouvelle majorité |
| ----------------- | ----------------- | ----------------- | ----------------- | ----------------- |
| Anglesey          |                   | Sans majorité     |                   | Sans majorité     |
| Blaenau Gwent     |                   | Travailliste      |                   | Indépendant       |
| Bridgend          |                   | Travailliste      |                   | Sans majorité     |
| Caerphilly        |                   | Travailliste      |                   | Travailliste      |
| Cardiff           |                   | Travailliste      |                   | Travailliste      |
| Carmarthenshire   |                   | Sans majorité     |                   | Sans majorité     |
| Ceredigion        |                   | Sans majorité     |                   | Sans majorité     |
| Conwy             |                   | Sans majorité     |                   | Sans majorité     |
| Denbighshire      |                   | Sans majorité     |                   | Sans majorité     |
| Flintshire        |                   | Sans majorité     |                   | Sans majorité     |
| Gwynedd           |                   | Sans majorité     |                   | Plaid Cymru       |
| Merthyr Tydfil    |                   | Travailliste      |                   | Indépendant       |
| Monmouthshire     |                   | Sans majorité     |                   | Conservateur      |
| Neath Port Talbot |                   | Travailliste      |                   | Travailliste      |
| Newport           |                   | Travailliste      |                   | Travailliste      |
| Pembrokeshire     |                   | Indépendant       |                   | Indépendant       |
| Powys             |                   | Indépendant       |                   | Sans majorité     |
| Rhondda Cynon Taf |                   | Travailliste      |                   | Travailliste      |
| Swansea           |                   | Travailliste      |                   | Travailliste      |
| Torfaen           |                   | Travailliste      |                   | Travailliste      |
| Vale of Glamorgan |                   | Sans majorité     |                   | Sans majorité     |
| Wrexham           |                   | Sans majorité     |                   | Sans majorité     |

## Analyse des résultats
Le Parti conservateur effectue un très bon score, dans le contexte d'élections anticipées convoquées en juin. Le parti UKIP s'effondre. Le Parti travailliste subit une défaite.